# Departamentul Tchintabaraden
Departamentul Tchintabaraden este un departament din  regiunea Tahoua, Niger, cu o populație de 89.457 locuitori (2001).